# Barrios de Pie
El Movimiento Barrios de Pie  es un movimiento social argentino creado en 2001. Desde entonces hasta la actualidad, la organización ha sufrido rupturas debido a diferencias en torno a alianzas. Así, se conformaron dos partidos diferentes. Por un lado se forma la parte del partido político de izquierda Movimiento Libres del Sur y SOMOS Barrios de Pie por el lado peronista formando parte desde el 2018 del Frente de Todos

## Historia

### Inicios
El Movimiento Barrios de Pie nace en diciembre de 2001 en el seno de la Corriente Patria Libre, luego Libres del Sur, como una organización que busca nuclear los reclamos de los trabajadores desocupados a nivel nacional.

### Libres del Sur (2006-presente)
En 2006 Barrios de Pie forma junto a otras agrupaciones de izquierda nacional el Movimiento Libres del Sur, que se integra al frente gobernante manteniendo un apoyo crítico. Durante la presidencia de Néstor Kirchner, el dirigente Humberto Tumini ocupaba el puesto de secretario ejecutivo del Consejo Federal de Derechos Humanos, y Jorge Ceballos era el subsecretario de Organización y Capacitación Popular del Ministerio de Desarrollo Social.
Durante el primer gobierno de Cristina Kirchner, Barrios de Pie se mostró como aliado crítico al gobierno nacional, apoyando e impulsando medidas como la resolución 125 de retenciones móviles, la asignación universal por hijo, la Ley de Servicios de Comunicación Audiovisual, entre otras medidas. A su vez, criticó la participación de sectores económicos y políticos cómplices de los procesos neoliberales y militares. 
El apoyo al gobierno se rompe cuando el expresidente Néstor Kirchner decide entrar de nuevo en las filas del Partido Justicialista en abril de 2008, abandonando el proyecto de transversalidad (que incluía alianzas multipartidistas, con el objetivo último de formar una fuerza amplia de centroizquierda). Esto llevó a la salida de los coordinadores nacionales Ceballos y Tumini del gobierno nacional en diciembre de 2008. 
En los siguientes años muestran una postura opositora al gobierno, integrando (como parte de Libres del Sur) diversos frentes de partidos de centro no peronista: Frente Amplio Progresista (2011), UNEN (2013) y Progresistas (2015).

### Somos (2019)
En septiembre de 2018, se produce una ruptura en el Movimiento Libres del Sur debido a diferencias en torno a la política de alianzas. La conducción del partido decide respaldar la fórmula Lavagna-Urtubey de Consenso Federal, mientras que Daniel Menéndez, el entonces dirigente de Barrios de Pie, junto a Victoria Donda, renuncian y forman el partido Somos. En las elecciones de 2019 se presentan como miembros del Frente de Todos en la ciudad de Buenos Aires.
En 2023, forman parte del armado de  Union por la Patria  apoyando la candidatura de Sergio Massa. En esas elecciones, Donda es electa como parlamentaria del Parlasur.
Actualmente, su dirigenta nacional Norma Morales es Secretaria General Adjunta de la UTEP (unión de trabajadores de la economía popular) y mantiene relaciones con los movimientos sociales pertenecientes a ésta.

## Acción social
Barrios de Pie organiza comedores populares, merenderos que funcionan en varias zonas del país. También se encarga de llevar adelante huertas, panaderías comunitarias y emprendimientos laborales.
En materia educativa, el movimiento realiza talleres sobre violencia familiar, apoyo escolar, alfabetización y campañas de salud, entre otros. Se desarrolla en todo el territorio nacional de Argentina a través de centros comunitarios, actividades de formación, procesos de educación popular, el feminismo o la simple organización para la resolución de las problemáticas barriales, como estrategias de construcción comunitarias con rol de mediación social y política de estas organizaciones.
Las principales campañas del movimiento se han centrado en la lucha contra el hambre y la pobreza y la oposición a las políticas impulsadas por el FMI. En este marco han realizado protestas para pedir mejoras en las condiciones de vida, la salud y la alimentación. Ejemplos de las políticas de intervención institucionalizada de Barrios de Pie fueron proceso de movilizaciones y acciones por la aprobación de la Ley de Emergencia Social, la ley de Emergencia Alimentaria, Integración Urbana, Infraestructura Social, Agricultura Familiar y Emergencia en Adicciones; y también la experiencia inédita y en pleno desarrollo de la gestión de la propia obra social de los trabajadores de la economía popular, siguiendo la experiencia desarrollada por el movimiento obrero. También desarrolla la construcción de poder mediante la representación institucional en el ámbito legislativo y ejecutivo.
A principios del 2019 fundó la Universidad Popular. que se dedica a investigar y generar conocimiento sobre la realidad de los barrios populares